# ثيودور ليمان الثالث
ثيودور ليمان الثالث هو عالم حيوانات وسياسي أمريكي، ولد في 23 أغسطس 1833 في والثام في الولايات المتحدة، وتوفي في 9 سبتمبر 1897 في Nahant, Massachusetts ‏ في الولايات المتحدة. نشط حزبياً في الحزب الجمهوري. وقد انتخب عضو مجلس النواب الأمريكي ‏.